# تشارلي توك
تشارلي توك (بالفرنسية: Charlie Took)‏ (25 مايو 1993 بدوالا في الكاميرون - ) هو لاعب كرة قدم كاميروني في مركز الدفاع. لعب مع ريال مايوركا ب وريال مايوركا ونادي ألميريا ب.

## روابط خارجية
- تشارلي توك على موقع قاعدة بيانات كرة القدم.إي يو (الإنجليزية)
- تشارلي توك على موقع Soccerway.com (الإنجليزية)
- تشارلي توك على موقع AS.com (الإسبانية)